# Dominic Hanselmann
Dominic Hanselmann (* 3. Oktober 1986) ist ein ehemaliger deutscher Footballspieler.

## Laufbahn
Hanselmann, Sohn des ehemaligen Bundestrainers Martin Hanselmann, stammt aus der Nachwuchsabteilung der Franken Knights. 2006 verließ er Rothenburg und schloss sich den Dresden Monarchs in der höchsten deutschen Spielklasse, der GFL, an. In der 2007er Saison stand der Wide Receiver in Diensten der Cologne Falcons (ebenfalls GFL) und wechselte 2008 innerhalb der Liga zu den Kiel Baltic Hurricanes. Mit den Norddeutschen stand er unter der Leitung von Cheftrainer Kent Anderson Ende September 2008 im Endspiel um die deutsche Meisterschaft, verlor dort aber gegen die Braunschweig Lions. Braunschweig wurde 2009 seine neue Mannschaft, dort blieb er vorerst ein Jahr und schloss sich anschließend dem von seinem Vater trainierten Zweitligisten Düsseldorf Panther an. Dem 1,80 Meter großen Spieler gelang mit den Rheinländern die Rückkehr in die GFL.
In den Spieljahren 2013 und 2014 war Hanselmann erneut Mitglied der Braunschweig Lions, mit denen er in dieser Zeit zwei Mal deutscher Meister wurde sowie 2014 den Eurobowl erreichte, dort aber gegen Berlin verlor. Zur Saison 2015 zog es Hanselmann zu den Hamburg Huskies. Dort spielte er in der GFL unter Cheftrainer André Schleemann. Auch im Spieljahr 2016 verstärkte Hanselmann die Hamburger und wurde nunmehr in der Verteidigung eingesetzt.

### Nationalmannschaft
2010 und 2014 wurde Hanselmann mit der deutschen Nationalmannschaft Europameister. 2010 brachten ihm seine Leistungen einen Platz in der Bestenauswahl des Turniers ein. Bei der Weltmeisterschaft 2007 errang er mit Deutschland den dritten Platz.